# Anthony Annan
Anthony Annan (Acra, 21 de julho de 1986) é um futebolista ganês que atua como volante. Atualmente joga pelo DJK Arminia Lirich.

## Carreira
Annan fez parte do elenco da Seleção Ganesa de Futebol na Campeonato Africano das Nações de 2013.

## Títulos
Gana
- Campeonato Africano das Nações: 2008 3º Lugar.
- Campeonato Africano das Nações: 2015 4º Lugar.